# Cibadak (Sukaresmi)
Cibadak is een bestuurslaag in het regentschap Cianjur van de provincie West-Java, Indonesië. Cibadak telt 9985 inwoners (volkstelling 2010).